# Código de Procedimiento Civil de Chile
El Código de Procedimiento Civil de la República de Chile (CPC, o CdPC) es el cuerpo legal chileno que regula el procedimiento en los procesos contenciosos civiles entre partes y, además, de los actos de jurisdicción no contenciosa que corresponde a los tribunales de justicia de Chile.
Fue aprobado mediante la Ley n.º 1552, promulgada el 28 de agosto de 1902 y publicada el 30 de agosto del mismo año, y comenzó a regir el 1 de marzo de 1903, bajo el gobierno del presidente Germán Riesco. El texto original tenía 1100 artículos, distribuidos en 4 libros, con 71 títulos, y un título final, y actualmente está compuesto de 925 artículos distribuidos en 4 libros, y un título final.
Desde el año 2006, está en discusión un proyecto de Código Procesal Civil, que reemplazaría este cuerpo legal, reformando el proceso escrito por uno oral, lo que se espera agilice la tramitación de los juicios civiles.

## Antecedentes

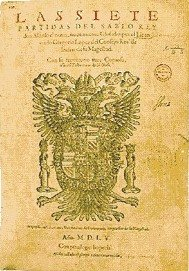
Portada de Las Siete Partidas. Edición de 1555, glosado por Gregorio López.

### Legislación vigente anterior a su promulgación
Durante la época de la dominación española, regía en el territorio chileno el denominado Derecho Indiano, que contenía todas aquellas normas especiales establecidas por la Corona para los territorios americanos. Estas disposiciones legales se referían fundamentalmente a la organización estatal, a la forma de administrar las tierras y a la situación de las indígenas, por tanto trataba, en general, de Derecho Público. Respecto de las materias no reguladas, tales como los aspectos relativos al procedimiento, se resolvían con la aplicación de las leyes castellanas. Así se aplicaron en América, en mayor o menor medida, textos tales como el Fuero Juzgo (promulgado entre 696 a 701, traducido al castellano en 1241), el Fuero Real (los que tendrían disposiciones de orden procesal), Las Siete Partidas del Rey Alfonso X (que regula en la partida III la tramitación de los pleitos), el Ordenamiento de Alcalá (1348), las Leyes de Toro (1505), La Novísima Recopilación (1806) y la Recopilación de Leyes de las Indias (1680).

### Inicio del proceso codificador
La redacción de este código se enmarca en el proceso de codificación chilena, que no solo se vivió en Chile, sino que también en varios países de Iberoamérica. Durante el siglo XIX e inicios del siglo XX, una vez independizado el país, se buscó formar códigos propios, basados en el Derecho Castellano pero con las modalidades propias de estos territorios, comenzando con la redacción del Código Civil (1855). El proceso codificador en área procesal se lleva a cabo un poco más tarde, en los inicios del siglo XX, siendo precedido por el Código de Comercio de Chile de 1865 y el Código de minería en 1874 y 1888. Sin embargo algunos autores consideran que la Codificación comenzó en Chile antes de 1855, produciendo sus primeros frutos en 1837, año en que se produjo una codificación parcial en materia procesal, realizada por Mariano Egaña, quien elaboró un proyecto del cual se desprenderían partes promulgadas como leyes por separado a tiempo posterior, tratantes de temas como: implicancias, recusaciones, la fundamentación de la sentencia, el juicio ejecutivo y el recurso de nulidad,, es decir veinte años antes de que entrara en vigencia el Código Civil.
Así el derecho castellano indiano es reemplazado por este Derecho nacional, poniendo fin a su larga vigencia.
La codificación procesal da cierre al período de fijación del derecho en Chile, cuya característica principal es la conservación, con pequeñas y numerosas modificaciones del derecho que precedió la dictación del código, esto es del derecho castellano. Luego de la ya mencionada codificación parcial de Egaña, le sucedieron la de Francisco Vargas Fontecilla en 1856, que trataba la futura ley orgánica de tribunales, y quien además elaboró un proyecto de libro I que se publicaría en 1867.

## Elaboración

### Intentos previos

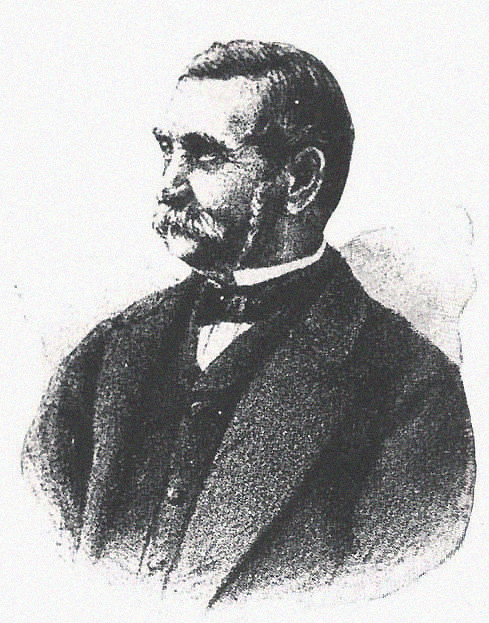
Manuel Camilo Vial.

La redacción del Código de Procedimiento Civil obedeció a un largo e interrumpido proceso que, tras bastantes intentos fallidos, culminaron en la redacción de cuatro proyectos que luego corresponderían a los distintos libros que actualmente lo componen.
La serie de proyectos se inicia con un trabajo que no se titulaba "código", se trata del Proyecto de ley de Administración de justicia y Organización de Tribunales. Sustancialmente este proyecto de 963 artículos comprendía toda la materia procesal civil, Su autor fue Mariano Egaña en el año 1833.
El primer impulso de la elaboración del Código, se debe a Manuel Camilo Vial, quien en 1833 presentó al Congreso un proyecto recopilatorio de la legislación procesal civil. Este proyecto fue acogido en la Cámara de Diputados, pero no corrió la misma suerte en el Senado.
Luego de ello, se constituyeron diversas comisiones a fin de codificar las leyes sustantivas y procesales civiles, pero fracasaron. En 1852 el presidente Manuel Montt, encomendó a Andrés Bello, la redacción de un proyecto de Código. Sin embargo, la ardua tarea iniciada por este jurista en la elaboración del Código Civil le impidió llevar esta iniciativa a término.
Hacia el año 1856 se decide encomendar su redacción a Antonio Varas, quien sin éxito renuncia a esta tarea dos años después, expresando que previo a la redacción de las leyes de procedimiento resultaba necesario contar con la determinación de la organización y atribuciones de los tribunales, materia que se resolvería en una ley especial que hasta ese momento, aún era también solo una intención.
La iniciativa particular también tuvo cabida en los antecedentes del Código. En 1862 el colombiano Florentino González, sin encargo previo, presentó un proyecto del Código de Enjuiciamiento Civil para la República de Chile que no llega a ser aprobado.
En 1867 hubo otro proyecto del Código de Enjuiciamiento Civil, esta vez por Francisco Vargas Fontecilla, comisionado para su redacción por el Supremo Gobierno de Chile. El texto de este proyecto fue reeditado como anexo en el tomo primero del proyecto de Código de Enjuiciamiento Civil. La primera edición sirvió de base al debate de una comisión revisora que dio origen a un proyecto de libro I.
En el año 1871 Joaquín Blest Gana realiza un Proyecto de Código de Enjuiciamiento que contenía una introducción y un proyecto de libro II. Un año más tarde, en 1872, es comisionado para su redacción por el Supremo Gobierno de Chile.
En 1874 hay un nuevo proyecto de Código de Enjuiciamiento Civil por Jacinto Núñez, que contenía un proyecto de libro I, elaborado por una comisión que trabajo sobre la base del proyecto de Vargás Fontecilla de 1867. Este proyecto de la comisión (y el de Vargas) con sus actas fue reeditado en el tomo primero del Proyecto de Código de Enjuiciamiento Civil de 1884.
En 1875 otro proyecto de Código del Enjuiciamiento Civil por José Bernardo Lira. El texto hubo de ser reeditado como anexo en el tomo tercero del Proyecto de Código de Enjuiciamiento Civil de 1884. La primera edición sirvió de base al debate de una comisión revisora que dio origen a un nuevo proyecto de libro III editado en 1876 y reeditado en 1884. Sin embargo, el proyecto de Lira registrado solo contenía los dos primeros títulos del libro III (artículos 403 a 599).
En 1876 un proyecto de Código de Enjuiciamiento Civil que contenía un proyecto de libro II y libro III elaborado por una comisión que trabajó sobre la base del proyecto de Lira de 1875.  Este proyecto de la comisión (y el de Lira),  con sus actas, fue reeditado en el tomo segundo (en el caso del libro II) del proyecto de Código de Enjuiciamiento Civil. En el caso del libro III en concordancia con su
modelo, este proyecto de la comisión solo comprendía los dos primeros títulos del libro III (artículos 415 a 611) y que fue continuado tiempo más tarde.
En el año 1877 hubo otro proyecto de Código de Enjuiciamiento Civil por José Bernardo Lira. El texto fue reeditado como anexo I en los tomos tercero y cuarto del Proyecto de Código de Enjuiciamiento Civil. La primera edición sirvió de base al debate de una comisión revisora que dio origen a un nuevo proyecto de continuación del libro III y del libro IV, editado por vez primera en la obra de 1884, El proyecto de Lira comprendía los títulos III a XII del libro, de modo que el nuevo proyecto de la comisión editado solo en 1884 siguió  ese modelo.
En el año 1884 hubo un proyecto de Código de Enjuiciamiento Civil conforme a los acuerdos hasta entonces celebrados por la comisión encargada de su examen. Contenía una reedición del texto del proyecto de 1874  concerniente al libro I y libro II, tal cual quedó redactado por una comisión revisora del proyecto de Vargas Fontecilla de 1867; como anexo I una reedición del proyecto de Vargas en el caso del libro I, y en el proyecto de Lira en el caso del libro II; y como anexo II las actas de la comisión.
En el mismo año otro proyecto Libro III que contenía una edición del proyecto de libro III completo, o sea, el concerniente a los dos
primeros títulos que fueron publicados en 1876 y el resto nunca antes editado, tal cual quedó redactado. Una comisión revisora de los proyectos de títulos I y II del libro III de Lira y restantes del mismo libro; como anexo I, una reedición de los proyectos de títulos I y II y restantes de Lira que conformaron el libro III; y como anexo II, las actas de la comisión.
El Proyecto Libro IV Contenía una edición del proyecto de libro IV tal cual quedó redactado por una comisión revisora del proyecto de Lira; como anexo I, el proyecto de Lira;  y como anexo II las actas de la comisión.

### Proyecto del Código
Luego de todos los proyectos anteriores, se produce un primer avance en el año 1862, cuando se encargó su redacción a Francisco Vargas Fontecilla, quien logró terminar el Libro I, relativo a las disposiciones comunes a todo procedimiento, en el año 1867. En 1870 se nombró a don Joaquín Blest Gana para que continúe con la tarea emprendida por Sánchez Fontecilla. Blest Gana, en el año siguiente, publicó el libro II del proyecto, relativo al juicio ordinario y en 1872, el libro III que trataba los juicios especiales.
Con estos importantes avances, el 18 de agosto de 1873 y una vez terminada la redacción del proyecto de Ley de Organización y Atribuciones de los Tribunales, se designó una comisión para que revise los proyectos de Sánchez Fontecilla y Blest Gana. Esta comisión fue integrada por José Alejo Valenzuela, Domingo Santa María, José Antonio Gandarillas, Ramón Romero, José María Barceló Carvallo, Joaquín Blest Gana, Cosme Campillo, José Segundo Hunneus, José Bernardo Lira y Miguel Elizalde, y sesionó entre los años 1878 a noviembre de 1884.
En 1884 es enviado el proyecto al Gobierno, el que en 1888 designa una nueva comisión para revisarlo, que es integrada por Osvaldo Rengifo, Francisco Noguera, Manuel Ballesteros Ríos, Leopoldo Urrutia y Raimundo Silva Cruz. Los trabajos de esta comisión se materializaran en el"Proyecto de Código de Procedimiento Civil", que el presidente de la República presentó al Senado en Mensaje de 1° de febrero de 1893.
Por último, una comisión mixta de diputados y senadores interviene en la última etapa de su redacción, entre noviembre de 1900 a enero de 1902, se revisaron los proyectos presentados y se aprobó por la Ley N.º 1.552, de 28 de agosto de 1902 fijando su texto definitivo y derogando las leyes preexistentes que trataran de procedimiento.

"Desde la entrada en vigencia de este Código el 1° de marzo de 1903 quedarán derogadas todas las leyes preexistentes que traten sobre las materias que en él se tratan, aun en la parte que no le sean contrarias, salvo que ellas se refieran a los tribunales especiales no regidos por la Ley de 15 de octubre de 1875. Sin embargo, los Códigos Civil, de Comercio y de Minería, la Ley de Organización y Atribuciones de los Tribunales y las leyes que los hayan complementado o modificado, sólo se entenderán derogados en lo que sean contrarios a las disposiciones de este Código, sólo se entenderán derogados en lo que sean contrarios a las disposiciones de este Código"
Título Final "De la derogación de las leyes de procedimiento"

Con el proceso de codificación se pasa del arbitrio judicial indiano a la sujeción del juez a la ley. Sin embargo, con la entrada en vigor del Código de Procedimiento Civil en 1903 se vuelve a tratar de la fundamentación de las sentencias en términos muy similares a los de la ley de 1851. Se reemplaza la expresión "razones de equidad natural" de la ley de 1851 por otra equivalente, "principios de equidad", pero esta variación no tiene mayor alcance. Lo que en cambio constituye una notable innovación es el "recurso de casación" en el fondo, cuya introducción se había decidido ya en 1875 en la Ley Orgánica de Tribunales y se hizo efectiva al entrar en vigor el Código de Procedimiento Civil en 1903. Se trata de una institución extraña al Derecho Castellano vigente en Hispanoamérica y en Chile. Su conocimiento se reserva a la Corte Suprema de Chile, varios de sus ministros dejaron el cargo antes de convertirse en jueces de casación. Este recurso nació en Europa con el objeto de hacer prevalecer el derecho propio sobre el Común. Se implanta con el propósito de afianzar la primacía absoluta del derecho nacional, de la legislación nacional, con este fin permite anular toda sentencia pronunciada con infracción de ley y siempre que esta infracción haya influido substancialmente en lo dispositivo del fallo.

#### Mensaje
El mensaje que acompaña el proyecto del Código se introduce señalando la importancia de tener un campo de acción rápida que permita la mayor eficacia del procedimiento civil, para luego señalar la estructura de 4 libros en los cuales se distribuye el Código. Se describen diversas innovaciones con los objetivos de entregar atribuciones a los funcionarios judiciales, el simplificar las notificaciones, los cambios en los juicios ordinarios, los procedimientos de prueba, la categoría pública que se les otorga a la declaración de los testigos, el procedimiento del matrimonio y contratos como el arrendamiento, se amplia el procedimiento en juicios de bajo interés, dando reglas para tramitar las acciones ejecutivas y se ha tratado de hacerlo estrictamente verbal, impidiéndose el abuso frecuente de formar expedientes voluminosos, entre otros.
Se puede encontrar también otro mensaje, no perteneciente a la estructura de código, pero importante al considerar su mayor reforma. Este comienza señalando que se pretende mejorar la calidad de la administración de justicia, ya que esta es la máxima aspiración de cada gobernante. En resumen los cambios que propone esta reforma son los referentes a la reducción de plazos, la supresión de elementos dilatorios y el aumento de las atribuciones de los jueces.
Además se pronuncia a favor de la participación de los Parlamentarios en el perfeccionamiento del proyecto. Por último se menciona que no estamos presentes ante una obra perfecta, pero que se confía en la legislatura para que con su ayuda se mejore lo ya realizado.

## Estructura
Consta de cuatro libros, seccionados en títulos y estos últimos en artículos.

### Estructura original

#### Libro primero: Disposiciones comunes a todo procedimiento
- Título I Reglas generales (art. 1-4)
- Título II De la comparencia en juicio (art. 5-17)
- Título III De la pluralidad de acciones o de partes (art. 18-25)
- Título IV De las cargas pecuniarias a las que están sujetos los litigantes (art. 26-29)
- Título V De la formación del proceso, de su custodia y de su comunicación a las partes (art. 30-40)
- Título VI De las notificaciones (art. 41-61)
- Título VII De las actuaciones judiciales (art. 62-80)
- Título VIII De las rebeldías (art. 81-84)

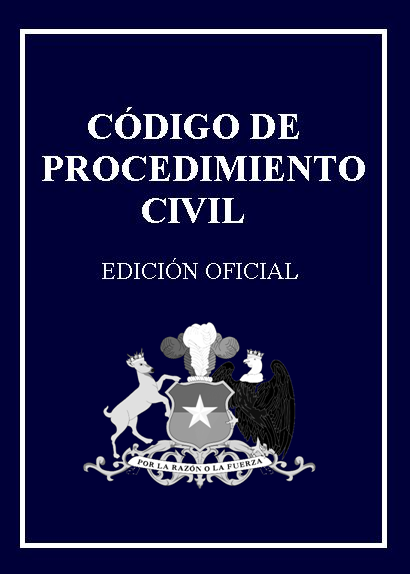
Representación del Código de Procedimiento Civil.

- Título IX De los incidentes (art. 85-94)
- Título X De la acumulación de autos (art. 95-103)
- Título XI De las cuestiones de competencia (art. 104-117)
- Título XII De las implicancias y recusaciones (art. 118.133)
- Título XIII Del privilegio de pobreza (art. 134-144)
- Título XIV De las costas (art. 145-154)
- Título XV Del desistimiento de la demanda (art. 155- 158)
- Título XVI Del abandono de la instancia (art. 159-164)
- Título XVII De las resoluciones judiciales (art. 163-208)
- Título XVIII De la apelación (art. 209-235)
- Título XIX De la ejecución de las resoluciones (art. 236-248)
- Título XX De las multas (art. 249)

#### Libro segundo: Del juicio ordinario
- Título I De la demanda (art. 253-261)
- Título II De la conciliación (art. 262-268)
- Título III De la jactancia (art. 269-272)
- Título IV De las medidas prejudiciales (art. 273-289)
- Título V De las medidas precautorias(art. 290-302)
- Título VI De las exepciones dilatorias (art. 303-308)
- Título VII De la contestación y demás trámites hasta el estado de prueba o de sentencia (art. 309-313)
- Título VIII De la reconvención (art. 314-317)
- Título IX De la prueba en general (art. 318-326)
- Título X Del término probatorio (art. 327-340)
- Título XI De los medios de prueba en particular (art. 341- 429)
- Título XII De los procedimientos posteriores a la prueba (art. 430-433)

#### Libro tercero: De los juicios especiales
- Título I Del juicio ejecutivo en las obligaciones de dar (art. 434-555)
- Título II Del procedimiento ejecutivo en las obligaciones de hacer y de no hacer (art. 556-570)
- Título III Del concurso de acreedores (art. 571-695)
- Título IV De los efectos del derecho legal de retención (art. 696-699)
- Título V De los interdictos (art. 700-740)
- Título VI De la citación de evicción (art. 741-744)
- Título VII De los juicios especiales del contrato de arrendamiento (art. 745-772)
- Título VIII De los juicios sobre consentimiento para el matrimonio (art. 773-783)
- Título IX Del juicio arbitral (art. 784-800)
- Título X De los juicios sobre partición de bienes (art. 801-822)
- Título XI De los juicios sobre distribución de aguas (art. 823- 836)
- Título XII Del procedimiento sumario (art. 837-849)
- Título XIII Juicio sobre cuentas (art. 850-853)
- Título XIV De los juicios sobre pago de ciertos honorarios (art. 854-858)
- Título XV De los juicios de menor cuantía (art. 859-884)
- Título XVI De los juicios de comercio (art. 885-917)
- Título XVII De los juicios de minas (art. 918-920)
- Título XVIII De los juicios de hacienda (art. 921-925)
- Título XIX De los juicios de nulidad de matrimonio y de divorcio (art. 926-930)
- Título X De la acción de desposeimiento contra terceros poseedores de la finca hipotecada o acensuada (art. 931-936)
- Título XXI Del recurso de casación (art. 937-979)
- Título XXII Del recurso de revisión (art. 980-986)
- Título XXIII Supresión de fuero personal en algunos juicios (art. 987)

#### Libro cuarto: De los actos judiciales no contenciosos
- Título I Disposiciones generales (art. 817-828)
- Título II De la habilitación para comparecer en juicio (art. 829-1003)
- Título III De autorización judicial para repudiar la legitimación de un interdicto (art. 833-835)
- Título IV De la emancipación voluntaria (art. 836)
- Título V De la autorización judicial para repudiar el reconocimiento de un interdicto como hijo natural (art. 837)
- Título VI Del nombramiento de tutores y curadores y del discernimiento de estos cargos (art. 838-857)
- Título VII Inventario solemne (art. 858-865)
- Título VIII De los procedimientos a que da lugar la sucesión por causa de muerte (art. 866-888)
- Título IX De la insinuación de donaciones (art. 889-890)
- Título X De la autorización judicial para enajenar, gravar o dar en arrendamiento por largo tiempo bienes de incapaces, o para obligar a estos como fiadores (art. 891)
- Título XI De la venta en pública subasta (art. 892-894)
- Título XII De las tasaciones (art. 895-900)
- Título XIII De la declaración del derecho al goce de censos (art. 901-908)
- Título XIV De las informaciones para perpetua memoria (art. 909-914)
- Título XV De la expropiación por causa de utilidad pública (art. 915-9225)
- Título final De la derogación de las leyes de procedimiento (artículo final)

### Estructura actual

#### Libro Primero: Disposiciones comunes a todo procedimiento
Contiene las reglas generales a todo procedimiento, cualquiera que sea el trámite que debe hacerse ante los tribunales. Establece los requisitos indispensables para iniciar una acción con provecho jurídico.
Consta de 20 títulos comprendidos entre los artículos 1-252.
- Título I Reglas generales (art. 1-3)
- Título II De la comparecencia en juicio (art. 4-16)
- Título III De la pluralidad de acciones o de partes (art. 17-24)
- Título IV De las cargas pecuniarias a que están sujetos los litigantes (art. 25-28)
- Título V De la formación del proceso, de su custodia y de su comunicación a las partes (art. 29-37)
- Título VI De las notificaciones (art. 38-58)
- Título VII De las actuaciones judiciales (art. 59-77)
- Título VIII De la rebeldías (art. 78-81)
- Título IX De los incidentes (art. 82-91)
- Título X De la acumulación de autos (art. 92-100)
- Título XI De las cuestiones de competencia (art. 101-112)
- Título XII De las implicancias y recusaciones (art. 113-128)
- Título XIII Del privilegio de la pobreza (art. 129-137)
- Título XIV De las costas (art. 138–147)
- Título XV Del desistimiento de la demanda (art. 148-151)
- Título XVI Del abandono del procedimiento (art. 152–157)
- Título XVII De las resoluciones judiciales (art. 158–185)
- Título XVIII De la apelación (art. 186–230)
- Título XIX De la ejecución de las resoluciones (art. 231–251)
- Título XX De las multas (art. 252)

#### Libro Segundo: Del juicio ordinario
Se enfoca únicamente en el juicio ordinario, contiene reglas de aplicación general, y por ende tiene carácter supletorio (de acuerdo al artículo 3 del CPC, que señala que se aplicará el procedimiento ordinario en todas las gestiones, trámites y actuaciones que no estén sometidos a una regla especial diversa, cualquiera que sea su naturaleza.) A pesar de esto, no siempre se respetaba el carácter supletorio ya que los jueces solían utilizar estas medidas solo en el juicio ordinario. El Libro Segundo desarrolla además el conocimiento de la materia, demanda, contestación, réplica y duplica, de la prueba de los hechos y la resolución.
Consta de 12 títulos, comprendidos entre los artículos 253 a 433.
- Título I De la demanda (art. 253-261)

- Título II De la conciliación (art. 262-268)
- Título III De la jactancia (art. 269-272)
- Título IV De las medidas prejudiciales (art. 273-289)
- Título V De las medidas precautorias (art. 290-302)
- Título VI De las excepciones dilatorias (art. 303-308)
- Título VII De la contestación y demás trámites hasta el estado de prueba o de sentencia (art. 309-313)
- Título VIII De la reconvención (art. 314-317)
- Título IX De la prueba en general (art. 318-326)
- Título X Del término probatorio (art. 327-340)
- Título XI De los medios de prueba en particular (art. 341-429)
- Título XII De los procedimientos posteriores a la prueba (art. 430-433)

#### Libro Tercero: De los juicios especiales
En este libro se hace una gran distinción entre los procedimientos del juicio ejecutivo (de mayor y menor cuantía, reglamentado en los títulos I y II de este libro, artículos 434 y siguientes) el juicio sumario, el juicio ordinario de menor y mínima cuantía y de los recursos de casación en la forma y en el fondo. Consta de 20 títulos, comprendidos entre los artículos 434-816.
- Título I Del juicio ejecutivo en las obligaciones de dar (art. 434-530)
- Título II Del procedimiento ejecutivo en las obligaciones de hacer y no hacer (art. 530–54)
- Título III De los efectos del derecho legal de retención (art. 545–548)
- Título IV De los interdictos (art. 549–583)
- Título V De la citación de evicción (art. 584–587)
- Título VI De los juicios especiales del contrato de arrendamiento (art. 588–615)
- Título VII De los juicios para consentimiento para el matrimonio (Derogado por el art. 33 de la ley N.º 14.550, de 3 de marzo de 1961)
- Título VIII Del juicio arbitral (art. 628-644)
- Título IX De los juicios sobre partición de bienes (art. 646–666)
- Título X Sobre distribución de aguas (Derogado por el art. 10 de la ley N.º 9.909, de 28 de mayo de 1951, aprobatoria del Código de Aguas)
- Título XI Del procedimiento sumario (art. 680–692)
- Título XII Juicio sobre cuentas (art. 693–696)
- Título XIII Juicio sobre pago de ciertos honorarios (art. 697)
- Título XIV Juicios de menor y mínima cuantía (art. 698–738)
- Título XV Juicio sobre arreglo de la avería común (Derogado por el N.º 2 del artículo 5 de la ley N.º 18.680, de 11 de enero de 1988)
- Título XVI De los juicios de hacienda (art. 748–752)
- Título XVII De los juicios de nulidad de matrimonio y divorcio (art. 753–757)
- Título XVIII De la acción de desposeimiento contra terceros poseedores de la finca hipotecada o acensuada (art. 758–763)
- Título XIX Recurso de casación (art. 764–808)
- Título XX Recurso de revisión (art. 810–816)

#### Libro Cuarto: De los actos judiciales no contenciosos
Trata de aquellos actos judiciales que, según la ley, requieren la intervención del juez y en los que no se promueve contienda alguna entre partes. El Libro Cuarto consta de 20 títulos más un título final.
- Título I Disposiciones generales (art. 817-828)
- Título II De la habilitación para comparecer en juicio (art. 829-832)
- Título III De la autorización judicial para repudiar la legitimación de un interdicto (art. 833-835)
- Título IV De la emancipación voluntaria (art. 836)
- Título V De la autorización judicial para repudiar el reconocimiento de un interdicto como hijo natural (art. 837)
- Título VI Del nombramiento de tutores y curadores y del discernimiento de estos cargos (art. 838-857)
- Título VII Del inventario solemne (art. 858-865)
- Título VIII De los procedimientos que da lugar a la sucesión por causa de muerte (art. 866-888)
- Título IX De la insinuación de donaciones (art. 889-890)
- Título X De la autorización judicial para enajenar, gravar o dar arrendamiento por largo tiempo bienes raíces de incapaces, o para obligar a estos como fiadores (art. 891)
- Título XI De la venta pública en subasta (art. 892-894)
- Título XII De las tasaciones (art. 895-900)
- Título XIII De la declaración del derecho al goce de censos (art. 901-908)
- Título XIV De las informaciones para perpetua memoria (art. 909–914)
- Título XV De la expropiación por causa de utilidad pública (art. 915-925)
- Título Final De la derogación de las leyes del procedimiento (artículo final) Contiene la derogación de las leyes preexistentes al 1 de marzo de 1903, sobre las materias de que trata el presente Código.

## Reformas
Desde la promulgación del texto original de 1902 a la actualidad se han reformado varios títulos, siendo traspasadas estas competencias a otros procedimientos o simplemente derogando una forma de procedimiento. El texto reformado cuenta con una doble numeración es sus artículos, los artículos que han sido reformados llevan un número entre paréntesis aledaño al número del artículo. Lo mismo sucede con cierto títulos que han sido derogados por una ley expresa que ha trasladado la competencia del título a una ley especial.
Los títulos del Código que han sido derogados o reemplazados:

### Reformas en el Libro Primero
- Título XVIII De la Apelación, art. 215: derogado por el artículo primero N.º 32 de la ley 18.705,[23] fecha 24 de mayo de 1988.

- Título XVIII De la Apelación, art. 218 (443): derogado por el artículo primero N.º 35 de la ley 18.705,[23] fecha 24 de mayo de 1988.

- Título XVIII De la Apelación, art. 219 (444): derogado por el artículo primero N.º 36 de la ley 18.705,[23] fecha 24 de mayo de 1988

### Reformas en el Libro Tercero
- Título I De las obligaciones de dar, art. 476 (498): derogado por el artículo primero N.º 18 de la ley 18.882,[24] fecha 20 de diciembre de 1989.

- Título VI Del juicio arbitral, art. 616: derogado por el artículo quinto N.º 17 de la ley 18.776,[25] fecha 18 de enero de 1989.

- Título IX Juicios sobre partición de bienes, art. 645 (802): artículo suprimido por el art. 10 de la ley 10.271,[26] fecha 2 de abril de 1952.

- Título X De los juicios de distribución de aguas: título derogado por el art. 10 de la ley 9.909, aprobatoria del Código de Aguas, fecha 28 de mayo de 1951.

- Título XIV De los juicios de menor y mínima cuantía, art. 700: derogado por artículo primero N.º 21 de la ley 18.882,[24] fecha 20 de diciembre de 1989.

- Título XIV De los juicios de menor y mínima cuantía, art. 727: derogado por artículo primero N.º 22 de la ley 18.882,[24] fecha 20 de diciembre de 1989.

- Título XIV De los juicios de menor y mínima cuantía, art. 728: derogado por artículo primero N.º 23 de la ley 18.882,[24] fecha 20 de diciembre de 1989.

- Título XV Juicio sobre arregle de la avería común: título derogado por artículo 5 N.º 2 de la ley 18.680,[27] fecha 11 de enero de 1988.

- Título XVI De los juicios de hacienda, art. 750 (924): derogado por art. 2 de la ley 19.806,[28] fecha 31 de mayo de 2002.

- Título XIX Del recurso de casación, art. 792 (966): derogado por artículo único N.º 9 de la ley 19.954,[29] fecha 1 de diciembre de 1998.

- Título XIX Del recurso de casación, art. 801 (972): derogado por art. 2 N.º 4 de la ley 19.374,[30] fecha 18 de febrero de 1995.

- Título XIX Del recurso de casación, art. 802 (973): derogado por art. 2 N.º 5 de la ley 19.374,[30] fecha 18 de febrero de 1995.

- Título XIX Del recurso de casación, art. 804 (975): derogado por art. primero N.º 87 de la ley 18.705,[31] fecha 24 de mayo de 1988.

- Título XIX Del recurso de casación, Art. 809: derogado por art. 2 N.º 8 de la ley 19.374,[30] fecha 18 de febrero de 1955.

### Reformas en el Libro Cuarto
- Título III De la autorización judicial para repudiar la legitimación de un interdicto, art. 834 (1006): derogado por artículo 10 de la ley 10.271,[26] fecha 2 de abril de 1952.

- Título XIV Informaciones para perpetua memoria, art. 911 (1088): derogado por art. 2 de la ley 19.806,[28] fecha 31 de mayo de 2002.

### Proyecto de Reforma Procesal Civil
El movimiento de reforma procesal civil comenzó con la iniciativa del Ministerio de Justicia en el mes de noviembre del año 2004. El ministro de Justicia Luis Bates, encargó a la Facultad de Derecho de la Universidad de Chile la preparación de las bases para la elaboración de un proyecto de ley para un nuevo Código Procesal Civil. Para ello se crea una comisión integrada por los académicos Cristián Maturana y Juan Agustín Figueroa, entre otros.
El 10 de mayo del año 2005 la Facultad de Derecho de la Universidad de Chile hace entrega al Ministerio de Justicia de la "Propuesta de bases para redactar un nuevo Código Procesal Civil para la República de Chile".
Se constituye en las dependencias del Ministerio de Justicia una comisión ciudadana llamada Foro para la reforma Procesal Civil, que sesionó entre los años 2005 y 2008, compuesto por un grupo de destacados juristas, abogados y jueces. El trabajo del Foro Procesal Civil se desarrolló en su primera etapa definiendo consensos sobre las bases y principios del nuevo sistema en general y en una segunda etapa deliberando acerca del Código Procesal Civil en específico.
En el mes de diciembre del año 2005, el Foro Procesal Civil entrega un informe al Presidente de la República manifestando a través de un análisis la imperiosa necesidad de emprender la elaboración de un Nuevo Código Procesal Civil. Ante lo cual el Ministerio de Justicia solicitó nuevamente a la Facultad de Derecho de la Universidad de Chile la redacción de un Anteproyecto de Código Procesal Civil sobre la base del informe realizado por el Foro para la Reforma Procesal Civil. El 19 de diciembre del año 2006 la Facultad de Derecho de la Universidad de Chile hace entrega oficial al Ministerio de Justicia del anteproyecto de ley que aprueba un Nuevo Código Procesal Civil, comenzando así la segunda etapa de creación del Código Procesal Civil.
En esta etapa comienza el análisis artículo por artículo del anteproyecto del Nuevo Código Procesal Civil desde marzo del año 2007 hasta abril del año 2009, sesionando primero en pleno (principios, partes, actos, notificaciones) y después en subcomisiones divididas por materias (cautelares, resoluciones, ejecución, juicio ordinario, etc.). Al momento de revisar los recursos procesales, el Foro para la reforma procesal civil volvió a sesionar en pleno, aunque con una comisión diferente.
El trabajo del Foro concluyó en la presentación del proyecto de ley que establece un Nuevo Código Procesal Civil a la Cámara de Diputados del Congreso Nacional con urgencia simple, mediante Mensaje N.º 398-357 el 18 de mayo de 2009, boletín N°6567-07, bajo la firma de la entonces presidenta de la República Michelle Bachelet Jeria y como ministro de Justicia Carlos Maldonado Curti.
En abril del año 2010, el presidente Sebastián Piñera Echenique nombró como ministro de Justicia a Felipe Bulnes, quien conformó una Comisión Intra-ministerial revisora del articulado completo del proyecto presentado anteriormente. La Comisión fue integrada por el propio secretario de Estado Felipe Bulnes y por académicos expertos en Derecho Procesal.
La Comisión Intra-ministerial entre 2010 y 2011 realizó entregas parciales del articulado revisado del Código para someterlo a un análisis por parte del Consejo Asesor, integrado por 15 académicos representantes de las principales universidades del país. La última entrega del articulado se realizó en el mes de julio del año 2011, presentando el Consejo Asesor sus últimas observaciones a mediados del mes de agosto.
El 13 de marzo de 2012 se presentó al Congreso Nacional el Proyecto de ley que establece un Nuevo Código Procesal Civil, mediante Mensaje N°004-360, y bajo la firma del presidente Piñera y como ministro de Justicia Teodoro Ribera.